# قادرمرز (دهگلان)
قادرمرز (دهگلان)، روستایی از توابع  شهرستان دهگلان در استان کردستان ایران است.

## جمعیت
این روستا در دهستان ئیلاق جنوبی قرار دارد و براساس سرشماری مرکز آمار ایران در سال ۱۳۸۵، جمعیت آن 420 نفر (150خانوار) بوده‌است از دو بخش قادر و تیمز